# マチャイアス (哨戒フリゲート)
マチャイアス (USS Machias, PF-53) は、アメリカ海軍の哨戒フリゲート。タコマ級フリゲートの1隻。艦名はメイン州マチャイアスに因む。その名を持つ艦としては2隻目。

## 艦歴
マチャイアスは当初PG-161（砲艦）として建造が認可され、1943年4月15日に PF-53 （哨戒フリゲート）に艦種変更された。海事委任契約の下1943年5月8日にウィスコンシン州ミルウォーキーのフローミング・ブラザーズ社で起工し、1943年8月22日にW・リチャード・ベルナイス夫人によって命名、進水、1944年3月29日に就役した。
1944年7月17日まで海外任務の準備を完了したマチャイアスは、大西洋中部の偵察およびオランダ領西インド諸島のアルバからの船団護衛任務を行い、8月13日にノーフォークで第33護衛部隊へ合流した。部隊はニューヨークで第70.7任務群の一部となり、太平洋へ出撃するため集合した。任務群は8月16日にニューヨークを出航し、28日にパナマ運河を通過、ボラボラ島に向かう。9月25日にマチャイアスは船団と別れ、ニューヘブリディーズ諸島およびソロモン諸島へ向かう部隊を運ぶアーケバス (HMS Arquebus) およびバトルアクス (HMS Battleaxe) を護衛する。マチャイアスは10月23日に部隊と再合流し、モルッカ諸島での対潜哨戒に従事した。
ビアク島のミオス・ウンディ泊地で機関修理のため短期間停泊した後、11月15日にマチャイアスは部隊と共に出航、フィリピンに向かう。18日にフィリピンに到着し、さらなる修理の後ミンダナオ島沖、スリガオ海峡で対潜哨戒を行う。マチャイアスは同任務を12月4日まで行い、その後船団護衛任務を再開した。続く3ヶ月にわたってニューギニア、フィリピン、マーシャル諸島、カロリン諸島で兵員輸送船の護衛任務を行う。
マチャイアスは1945年3月19日にエニウェトク環礁を出航し、ピュージェット・サウンド海軍造船所でオーバーホールを行うためワシントン州シアトルへ向かう。オーバーホールは6月半ばに完了し、その後アラスカ州コールド・ベイへ向かい、同地で7月13日にレンドリース法に基づきソ連海軍に貸与された。
ソ連では「護衛艦」を意味する「EK」の略号が付与され、EK-4（ロシア語:ЭК-4エーカー・チトィーリェ）と命名された。1945年7月23日には、警備艦として太平洋艦隊に配備された。8月18日から9月1日にかけて行われたクリル諸島上陸作戦に投入された。
1949年10月には横須賀でアメリカ海軍に返還され、同地で保管された。1953年1月14日、日米船舶貸与協定に基づき第1回貸与艦として警備隊（後の海上自衛隊）に貸与され、「なら (PF-2) 」として就役した。他に貸与された「くす」、「かし」、「もみ」とともに同日付で第1船隊を編成し横須賀地方隊に編入された。同年4月1日、第1船隊群（後の第1護衛隊群）が新編され第1船隊は同群に編入された。1957年9月1日、艦籍番号がPF-282に変更。1958年4月1日、第1練習隊に編入、1959年には第3回遠洋練習航海に参加した。1961年12月1日にアメリカ海軍から除籍。「なら」は1962年8月28日に貸与から供与へと変更され、その後、1964年12月10日、呉地方隊に編入。1966年3月31日に練習船（YTE-08）に区分変更され、1969年3月31日に除籍され、1971年7月12日にアメリカ海軍に返還された。
マチャイアスは第二次世界大戦の戦功で2個の従軍星章を受章した。